# Kate Linder

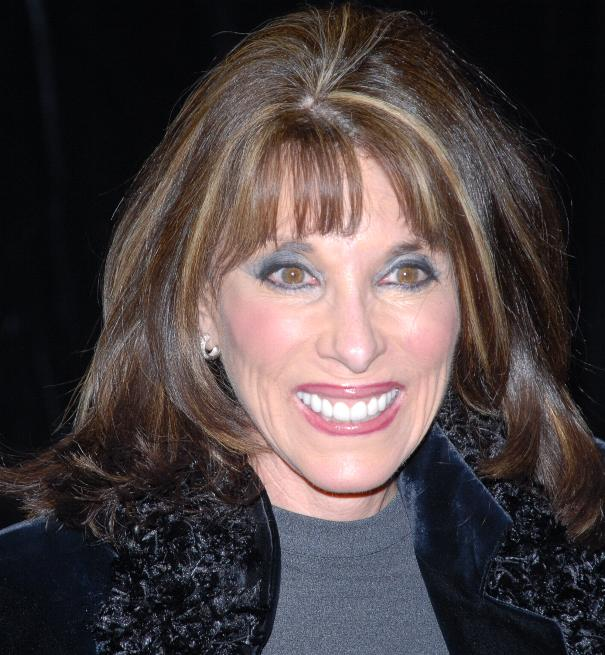
Kate Linder (2008)

Kate Linder (* 2. November 1947 in Pasadena, Kalifornien) ist eine US-amerikanische Schauspielerin.

## Leben und Karriere
Die Schauspielerin wurde am 2. November 1947 als Catherine Helene Wolveck geboren. Bereits auf der Highschool interessierte sie sich für die Schauspielerei. Sie studierte an der San Francisco State University und machte einen Abschluss (BA) in Theater Arts. Während des Studiums begann sie als Flugbegleiterin für Transamerica zu arbeiten und spielte gleichzeitig Theater.
Sie wurde bekannt als langjährige Darstellerin in der Seifenoper Schatten der Leidenschaft, in der sie seit April 1982 die Rolle der Esther Valentine spielt, der Haushälterin von Katherine Chancellor, die von Jeanne Cooper gespielt wird. Für ihr Lebenswerk bekam Linder am 10. April 2008 einen Stern auf dem Hollywood Walk of Fame.
Auch nach Beginn ihrer Schauspielkarriere arbeitete Linder weiter als Flugbegleiterin bei United Airlines. Sie war seit 1976 bis zu seinem Tod im Jahr 2017 mit Ronald Linder verheiratet, die beiden lebten in Los Angeles.

## Filmografie (Auswahl)
- 1982–2010: Schatten der Leidenschaft (The Young and the Restless, Fernsehserie)
- 2005: Cotillion ‘65 (Kurzfilm)
- 2006: The Divorce Ceremony
- 2008: The Gold & the Beautiful
- 2010: Sebastian
- 2011: In guten Händen (Hysteria)
- 2012: Die Logan Verschwörung (Erased)
- 2014: Miss Meadows – Rache ist süß (Miss Meadows)
- 2020: Echo Boomers
- 2022: A Little White Lie